# 10.º Exército (Alemanha)
A 10ª Exército (em alemão:10. Armee) foi um exército de campo alemão durante a Segunda Guerra Mundial.

## Comandantes
| Comandante                                             | Data                                            |
| ------------------------------------------------------ | ----------------------------------------------- |
| Generalfeldmarschall Walter von Reichenau              | 26 de agosto de 1939 - 10 de outubro de 1939    |
| Generaloberst Heinrich von Viettinghoff genannt Scheel | 15 de agosto de 1943 - 5 de novembro de 1943    |
| General der Panzertruppe Joachim Lemelsen              | 5 de novembro de 1943 - 31 de dezembro de 1943  |
| Generaloberst Heinrich von Viettinghoff genannt Scheel | 31 de dezembro de 1943 - 24 de outubro de 1944  |
| General der Panzertruppe Joachim Lemelsen              | 24 de outubro de 1944 - 15 de fevereiro de 1944 |
| General der Panzertruppe Traugott Herr                 | 15 de fevereiro de 1945 - 2 de maio de 1945     |

## Chief of Staff
| Generalmajor Friedrich Paulus | 26 de agosto de 1939 - 10 de outubro de 1939 |
| Oberst Fritz Wentzell         | 15 de agosto de 1943 - 1 de novembro de 1944 |
| Generalmajor Dietrich Beelitz | 1 de novembro de 1944 - 2 de maio de 1945    |

## Oficiais de operações
| Oberst Eduard Metz                                                          | 26 de agosto de 1939 - 3 de outubro de 1939  |
| Oberstleutnant Anton-Reichard Freiherr von Mauchenheim genannt Bechtolsheim | 3 de outubro de 1939 - 10 de outubro de 1939 |
| Oberst Hermann Berlin                                                       | 15 de agosto de 1943 - 25 de julho de 1944   |
| Oberstleutnant Horst Pretzell                                               | 25 de julho de 1944 - 2 de maio de 1945      |

## Área de operações
| Polônia | setembro de 1939 - outubro de 1939 |
| Itália  | agosto de 1943 - maio de 1945      |